# Turó d'Onofre Arnau
El Turó d'Onofre Arnau és una muntanya de 131 metres situada a la comarca del Maresme, a la Serra de Marina entre Mataró i Sant Andreu de Llavaneres.
Aquest cim està inclòs al llistat dels 100 cims de la FEEC.